# 石油币
石油币（Petro）是一种委内瑞拉于2017年12月宣布发行的加密货币，将以该国石油和矿产储备为后盾，旨在补充委内瑞拉的玻利瓦尔货币作为获得国际融资的手段。

## 历史
委内瑞拉总统尼古拉斯·马杜罗在2017年12月3日的电视讲话中宣布了石油币的诞生。 马杜罗表示，新货币将得到委内瑞拉储备的石油，汽油，黄金和钻石的支持； 然而，他没有立即宣布货币发行的时间表。 与此同时，他还宣布成立一个用以管理石油币的区块链观察站。
马杜罗表示，石油币将帮助委内瑞拉“在货币主权问题上前进”， 而且这将能够为国家提供“新形式的国际融资”。然而，鉴于委内瑞拉经济动荡，反对派领导人则怀疑这一货币是否切实可行，尤其是考虑到委内瑞拉常规货币的价值下滑，玻利瓦尔货币贬值，以及140亿美元的外债。海外反应也普遍不利，加密货币专家馬克斯·凱澤认为石油币对委内瑞拉目前的经济状况有所裨益；而经济学家让·保罗·莱顿兹则表示担忧说，石油币的创建会导致玻利瓦尔进一步恶性通货膨胀；福布斯杂志的史蒂夫·汉克说，石油币很可能在“墓地”中夭折。
2018年3月1日，委内瑞拉数字加密货币管理机构负责人卡洛斯·巴尔加斯表示，根据总统指示，政府允许航空公司使用“石油币”或其他加密货币来标价出售国内和国际航班的机票。在此之前，在委内瑞拉出售机票只被允许使用玻利瓦尔，这使许多航空公司因商业利益拒飞加拉加斯。

## 禁制
2018年3月19日，美國總統唐納·川普簽署行政命令，禁止受美國司法管轄的個人或公司參與石油幣交易，即時生效。